# Aechmea bicolor
Aechmea bicolor är en gräsväxtart som beskrevs av Lyman Bradford Smith. Aechmea bicolor ingår i släktet Aechmea och familjen Bromeliaceae. Inga underarter finns listade i Catalogue of Life.